# أولاد جرير (سيدي حرازم)
أولاد جرير هي إحدى مشيخات المملكة المغربية، تتبع جغرافيا لعمالة فاس وإداريًا لسيدي حرازم. يقدر عدد سكانها بـ 1376 نسمة حسب الإحصاء الرسمي للسكان والسكنى لسنة 2004.